# Conservation Commons

Logo der Conservation Commons

Die Conservation Commons (deutsch: Naturschutz Gemeingut) ist eine Initiative, die im November 2004 auf dem dritten IUCN World Conservation Congress in Bangkok von der IUCN The World Conservation Union, wie sie sich damals noch nannte, ins Leben gerufen wurde.
Die Conservation Commons ist keine Organisation und stellt auch kein nationales oder internationales Recht dar.
Kerngedanke dieser Initiative war, die Freigabe von Biodiversitäts-Informationen zu fördern, um damit den Erhalt der Artenvielfalt zu erleichtern. Dazu hatte die Initiative drei Grundprinzipien formuliert, die infrage kommende Organisationen durch ihre Unterschrift unterstützen sollten, was bis Januar 2009 bereits mehr als 96 Organisationen getan haben sollen.
Die drei Grundprinzipien sind:
Offener Zugang
- Die Conservation Commons fördern freien und offenen Zugang zu allen Daten, Informationen und Wissen bezüglich des Naturschutzes.

Beidseitiger Nutzen
- Die Conservation Commons begrüßt und ermutigt Mitwirkende beides, Ressourcen zu nutzen und Daten, Information und Wissen beizutragen.

Rechte und Verantwortungen
- Die, die zu den Conservation Commons beitragen, haben volle Rechte an ihren Daten, Informationen oder ihrem Wissen und das Recht darauf, dass die Integrität der Originale ihrer Beiträge gegenüber der Allgemeinheit geschützt sind. Es wird von den Benutzer der Conservation Commons erwartet, dass sie auf der Basis von Treu und Glauben die Nutzungsbestimmungen, die von dem Beitragenden spezifiziert wurden, einhalten.[1]

Eine definitive Liste mit zurzeit 94 Firmen und Organisationen, die die Conservation Commons unterzeichnet haben, ist hier unter den Einzelnachweisen zu finden.
Die Conservation Commons stehen unter der Federführung des UNEP World Conservation Monitoring Centre in Cambridge. Das Center zeichnet Verantwortlich für den Betrieb der Webserver und für entsprechenden Publikationen.